# Nemesia linearis
Nemesia linearis är en flenörtsväxtart som beskrevs av Étienne Pierre Ventenat. Nemesia linearis ingår i släktet nemesior, och familjen flenörtsväxter. Inga underarter finns listade i Catalogue of Life.